# Horace, Kansas
Horace är en ort i Greeley County i Kansas. Orten har fått namn efter journalisten och politikern Horace Greeley. Vid 2010 års folkräkning hade Horace 70 invånare.